# Écomusée vosgien de la brasserie

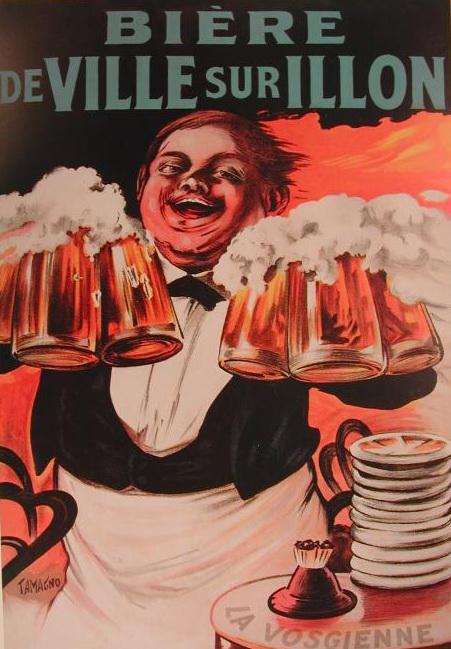
Bière de Ville-sur-Illon

L’écomusée vosgien de la brasserie est un musée et une brasserie utilisant des méthodes traditionnelles de brassage, situé à la Ville-sur-Illon dans le département des Vosges en région Grand Est. La brasserie a été fondée en 1887 par Jacques Lobstein et son architecture est typique de l'Art nouveau. À côté de la brasserie se trouve le château Lobstein construit par le fondateur.

## Histoire
Jacques Lobstein (1847-†1931), fils de tonnelier alsacien, né à Brumath, quitte sa région après l'annexion de l'Alsace-Lorraine en 1870 par l'Empire allemand. Il est engagé à la "Brasserie de la Cense" à Xertigny comme garçon brasseur où il apprend le métier, puis devient propriétaire de la "Brasserie de L'Hôte" à Ville-sur-Illon en 1877. Le village est à cette époque réputé pour la pureté de ses eaux qui est indispensable à la production de la bière. Les premières fabrications de bière dans le village dataient de 1627. 
La brasserie nouvellement acquise se révélant trop petite pour se reconvertir au brassage industriel, il crée "la Grande Brasserie & Malterie Vosgienne" en 1887 pour produire la bière et le malt industriellement avec de nouvelles techniques. Il dirige la brasserie jusqu'à sa mort en 1931.
Son fils René Lobstein prend la succession de l'entreprise. Celle-ci doit progressivement arrêter ses productions de bière en 1956, de malt en 1966 et de boissons gazeuses en 1975.